# Coclospermàcies
Cochlospermaceae és una família de plantes amb flors que són plantes suculentes. Té dos gèneres i de 20 a 25 espècies. Són arbres o arbusts. Es presenten àmpliament en les regions tropicals, però no n'hi ha a Malàisia. La majoria de les espècies són xeròfites.
Alguns taxonomistes tracten les Cochlospermaceae com a sinònim de les Bixaceae.